# Mila Superstar
Mila Superstar (jap. アタックNo.1, Atakku No. 1) ist eine Manga-Reihe von Chikako Urano, die unter anderem als Anime-Fernsehserie adaptiert wurde. Die Serie handelt von der anfangs 12-jährigen Volleyballspielerin Mila Ayuhara. Das Werk ist den Genres Sport, Shōjo und Drama zuzuordnen und hat für das Sport-Genre eine besondere Bedeutung, da es dies in die an Mädchen gerichtete Manga-Sparte eingeführt hat.

## Handlung
Die zwölfjährige Mila wohnt in Fujimi und besucht dort die Fujimi Junior (später Senior) Highschool. Aufgrund ihrer schweren Lungenkrankheit ist sie von Tokio dorthin gezogen und soll dort genesen. Zuerst lebte sie dort bei ihrem Onkel und dessen Frau. Milas Vater wird allerdings bald beruflich nach Fujimi versetzt. Ihre größte Leidenschaft ist Volleyball und ihr Ziel ist es, die beste Spielerin (Attack No. 1) der Welt zu werden. Nachdem ihre völlige Genesung festgestellt wird, steht dem zumindest theoretisch nichts mehr im Wege. Zunächst allerdings ist das ein harter und auch steiniger Weg, aber mit ihrem Ehrgeiz schafft sie dies, auch wenn die Situationen für sie manchmal aussichtslos erscheinen. Oft versinkt sie in Selbstmitleid, hilft sich aber immer selbst weiter und gibt niemals auf.
Dieser Ehrgeiz kommt daher, dass sie immer wieder von ihren Trainern angespornt wird, weiter zu spielen, nicht aufzugeben und immer wieder ein Sondertraining durchzuführen. Auch die große Rivalität zwischen den verschiedenen Mannschaften und zum Teil auch in der eigenen Mannschaft tragen dazu bei. Obwohl Mila sich nur noch auf Volleyball konzentriert, bleibt sie immer noch die Klassenbeste. Durch den Ehrgeiz angetrieben, zieht sie es vor, weiter bis Spielende zu spielen, als ihren mit dem Tode ringenden Freund Tsutomu zu besuchen. Als dieser stirbt, fällt sie in einen tiefen Abgrund und will nie wieder Volleyball spielen. Doch fasst sie wieder Mut durch die Worte, die Tsutomu ihr einst sagte. Die Worte in Tsutomus Tagebuch brennen sich in ihr Gedächtnis, dass er ihr seine Liebe gestanden hätte, wenn sie die beste Spielerin der Welt geworden wäre. Fortan wird ihr Wille noch stärker. Dies zeigt sich u. a. in dem Freundschaftsspiel gegen die koreanische Volleyballmannschaft und deren Spielführerin Gai. Sie läuft trotz des Widerwillens von Trainer und Doktor auf und verletzt sich an ihrem Handgelenk und würde sogar „ihren Arm verlieren“, um spielen zu dürfen, schließlich muss sie hierbei jedoch verletzt hinausgetragen werden.
Milas beste Freundin ist Midori. Anfangs hatten sie ein sehr problematisches Verhältnis zueinander, eine sehr große Rivalität. Midori hetzte die anderen Spielerinnen gegen Mila auf und verdrängte Mila von ihrem Platz als Mannschaftsführerin. Schließlich sah Midori ein, dass es falsch ist, in einem Team eine Einzelgängerin zu sein. Von nun an trainiert auch Herr Hongo die Fujimi-Volleyballmannschaft. Er machte sie zum japanischen Meister. Anfangs schien auch hier die Situation aussichtslos für Mila, da die Fukuoka-Schule ein zu starker Gegner war, doch durch den Kampfgeist des Teams gewannen sie die japanischen Meisterschaften. Solche Hürden wurden Mila immer wieder in den Weg gestellt.
Die Weltmeisterschaften der Junioren fanden in den Vereinigten Staaten von Amerika (genauer in Harlem) statt. Mila steigt schließlich in die Nationalmannschaft auf und trainiert für die nächste Weltmeisterschaft hierzu auf Hokkaido. Die spätere Weltmeisterschaft fand in Bulgarien statt, inspiriert von der Volleyball-Weltmeisterschaft von 1970, welche ebenfalls in Bulgarien stattfand. Nach dieser Weltmeisterschaft erhält Mila den Titel als „beste Spielerin der Welt“, den sie sich immer erträumt hatte. Sie denkt aber danach schon an die Olympischen Spiele als ihr nächstes Ziel.
In der Folge „Dreiecksangriff“ werden reale Filmaufnahmen von der Insel Okinawa dargestellt. Es wird hierbei auch Bezug auf die Schlacht um Okinawa und die Folgen für die Menschen vor Ort gezeigt.

## Charaktere
Mila Ayuhara (鮎原 こずえ, Ayuhara Kozue): Mila ist zu Beginn der Handlung zwölf Jahre alt. Aufgrund einer schweren Lungenkrankheit zieht sie von Tokio zu Onkel und Tante aufs Land nach Fujimigahara, wo sie eher zufällig in der Schule zum Volleyball kommt. Ihr größtes Ziel ist es, die Nummer eins des Volleyballs zu werden, wofür sie sehr hart trainiert. Sie hat sehr große, dunkle Augen, charakteristisches Merkmal ist zudem ihre gelbe Haarschleife. Sie ist beidhändig mit gleicher Kraft, dies wird nach einer Entführung mit anschließender Elektromyographie festgestellt. Sie wird in der A-Nationalmannschaft Japans von Inokuma trainiert, ist jedoch die einzige Highschool-Schülerin. Da eine Highschool-Schülerin nach den Regeln des Olympischen Komitees im Kader stehen muss, wird sie von den älteren nicht als vollständiges Mitglied akzeptiert. Erst nachdem sie den Tornado-Angriff vollständig beherrscht und ihn gegen die tschechische Volleyballmannschaft im Halbfinale der Weltmeisterschaft vermehrt einsetzen kann, ist sie keine Ersatzspielerin mehr und wird akzeptiert. Sie gewinnt die Weltmeisterschaft in Bulgarien und wird als beste Spielerin der Welt gekürt (rückblickend denkt sie dabei an ihre Anfänge).
Midori Hayakawa (早川 みどり, Hayakawa Midori): Midori ist im selben Alter wie Mila Ayuhara und tritt eines Tages dem Volleyballteam bei mit dem Ziel, Mannschaftsführerin zu werden, jedoch nicht aus Leidenschaft zum Spiel, sondern um über Volleyball Karriere machen zu können. Deshalb verbindet sie anfangs mit Mila eine Feindschaft. Dennoch vergeht Midoris Versessenheit und sie wird Milas beste Freundin. Sie ist nach dem Ausscheiden Onumas die stellvertretende Mannschaftsführerin und besonders gefürchtet wegen ihrer Angaben. Mila und Midori bilden das Angriffsduo der Fujimi Highschool.
Herr Hongo (本郷 俊介, Hongō Shunsuke): Er ist der Trainer der Fujimi-Mannschaft. Anfangs gibt er sich sehr hart, aber im Inneren hat er doch einen weichen Kern. Die Mädchen wachsen ihm schnell ans Herz und sie würden auch niemals auf ihn verzichten. Besonders hervorzuheben sind seine außergewöhnlichen harten Trainingsmethoden und Strategien, die für den Zuschauer vielleicht nicht nachzuvollziehen sind, aber immer wirken. Außerdem ist das Fujimi-Team seine erste Volleyballmannschaft, da er eigentlich Baseball spielt.
Hiroko Shimizu (清水 春子, Shimizu Haruko): Sie ist Milas Klassenlehrerin auf der Fujimi-Schule. Sie ist auch als Trainerin des Volleyballteams eingeschrieben, de facto kümmert sie sich aber nicht um das Team, sondern überlässt das Training allein der Mannschaftsführerin Onuma und deren Freundinnen. Diese haben eine Art Hierarchie im Team aufgebaut und nutzen ihre hohe Stellung, um ihre Wut an Kolleginnen auszulassen. Weiterhin machen sie es Neueinsteigern besonders schwer. Durch Mila und Midoris Eintreten in die Mannschaft kommt es jedoch zu einer Umstrukturierung. Das führt dazu, dass Frau Shimizu ihre Traineraktivität wieder aufnimmt, doch ihre fachmännische Kompetenz reicht nicht aus, um die Mannschaft erfolgreich weiterzuführen. Nach erfolglosen Spielen trainiert Herr Hongo die Mannschaft und Frau Shimizu wird seine Assistentin.
Tsutomu (一ノ瀬 努, Ichinose Tsutomu): Er ist sehr beliebt auf der Fujimi-Schule, Mitglied der Schülerzeitung und Schülersprecher. Er ist sehr gut mit Mila befreundet und ihr Cousin zweiten Grades. Zwischen den beiden entwickeln sich im Laufe der Serie Gefühle. Er entschließt sich im Gegensatz zu Mila gegen die Highschool und wird Gemüsehändler, um seinen kranken Vater zu unterstützen. In Folge 52 stürzt er mit seinem Fahrzeug in eine Bergschlucht. Er verstirbt kurze Zeit später, bevor Mila das Krankenhaus erreichen kann.
Mitamura (三田村 裕次, Mitamura Yūji): Er ist der Kapitän der Fußballmannschaft von Fujimi. Er versteht sich anfangs sehr gut mit Mila. Trotzdem finden er und Midori zueinander. Er ist es auch, der Mila und Midori hilft, den vergrößerten Schmetterball von Yamamoto annehmen zu können. Außerdem war er gut mit Tsutomu befreundet.
Nakasawa (中沢): Sie ist seit ihrer ersten Zeit in Fujimigahara Milas Freundin. Als eine der Wenigen der ursprünglichen Junior-Volleyballspielerin bleibt Nakasawa über die ganze Serie hinweg bei diesem Sport und ist Mila und Midori somit eine treue Gefährtin. Nakasawas Markenzeichen ist ein zur Seite hängender geflochtener Zopf, außerdem hat sie ein burschikoses Temperament. Sie ist außerdem sehr gut mit Ishimatsu befreundet.
Onuma (大沼 みゆき, Ōnuma Miyuki): Zunächst ist sie Mannschaftsführerin der Fujimi-Volleyballmannschaft, bis sie zur Universität wechselt, da ihr schließlich ihr Studium wichtiger ist als das Volleyballspiel. Somit ernennt sie Mila zur neuen Mannschaftsführerin.
Kiyoko Makimura (真木村 京子, Makimura Kyōko): Kiyoko kommt aus einer Intellektuellenfamilie. Um dort mithalten zu können, steht sie unter großem Leistungsdruck und sie ist die meiste Zeit mit Lernen beschäftigt. Obwohl ihre Leidenschaft dem Sport gilt (sie spielte früher Tennis), gibt sie dem Druck ihrer strengen Mutter nach, die Sport für Unsinn hält. Später lehnt sie sich gegen die strenge Hand der Eltern auf und tritt dem Volleyballteam bei. Sie wollte besser sein als Mila und entschied sich (im Gegensatz zu Onuma) für das Volleyballspielen und nicht für die guten schulischen Leistungen. Schließlich finden Mila und sie in einem tränenreichen Ende einer Folge zueinander.
Takaichi (武市, Takeichi): Sie trägt die Rückennummer 4. Sie ist eine der wichtigsten Spielerinnen der Fujimi Senior Highschool. Als Mila und Midori in die neue Mannschaft kommen, ist sie diejenige, die sich zusammen mit Ishikawa zum ersten Mal traut, gegen Onuma und ihre „Freundinnen“ zu revoltieren. Takaichi schlägt zusammen mit Midori unberechenbare Angaben.
Herr (Daigo) Inokuma (猪野熊 大吾, Inokuma Daigo): Er ist Trainer der Junioren- und später auch der Senioren-Frauennationalmannschaft. Sein Markenzeichen sind seine Sonnenbrille und sein dichter Bart. Es scheint als hätte er keine Gefühle, doch dieser Schein trügt, er war früher auf dem College der beste Freund von Herrn Hongo. Er war Mannschaftsführer der dortigen Volleyballmannschaft und allseits gefürchtet. Seine Mannschaft und er wurden wegen seiner brutalen Spielart von den Meisterschaften ausgeschlossen. Sein Vater starb, als er noch aufs College ging, seine Mutter, als er noch klein war, wodurch er hart und kalt wurde. Durch sein hartes Training, das jegliche Liebe ausschloss, kam es so weit, dass sein rechter Arm gelähmt war. Da seine Mannschaft ihn ausschloss, war er gezwungen fort zu gehen und ließ seine Schwester Sanyo alleine zurück. Diese wird schließlich in ein Waisenhaus aufgenommen, als ihr Onkel, bei dem sie seit dem Tod ihrer Eltern mit Daigo lebte, starb. Nachdem Sanyo von einer reichen wohlhabenden Familie adoptiert wurde, konzentrierte er sich nur noch auf Volleyball. Er änderte seinen Namen von Ichirō Ōkawa (大川 一郎) nach Daigo Inokuma, ging nach Russland, Polen, Korea und wurde Trainer. Volleyball wurde zu seinem Lebenssinn. Zunächst war er Trainer der japanischen Nationalmannschaft der Highschool-Schülerinnen. Später wird er der Trainer der A-Nationalmannschaft Japans und nimmt als einzige Highschool-Schülerin Mila mit in seinen Kader auf.
Kakinouchi (垣之内 良子, Kakinouchi Yoshiko): Sie ist Mannschaftsführerin der Fukuoka-Schule und eine sehr gute Annahmespielerin. Schon bei den Turnieren der Junioren standen sich Mila und Kakinouchi im Finale gegenüber. Im ersten Finale schafft Mila den Sieg mit ihrer Mannschaft, beim zweiten Finale allerdings kann Kakinouchi Milas Fußverletzung ausnutzen und den Titel holen. Beide sehen sich in der Nationalmannschaft wieder. Beim Inter Highschool-Turnier allerdings ist Fukuoka eher Mittelklasse. Sie werden von Jiduin (Yagisawa-Schwestern) und von Fujimi geschlagen.
Sanyo (三条 美智留, Sanjō Michiru, geb. Ōkawa (大川)): Anfangs hatten Mila und Sanyo ein problematisches Verhältnis zueinander, da sie, im Gegensatz zu Mila, Volleyball verachtete, und nur versuchte, alle anderen Volleyballspieler bei den Junioren-Weltmeisterschaften zu überragen, um zu zeigen, wie dumm die Liebe zu diesem Sport sei. Sie dachte damals, dass durch den Volleyball ihr großer Bruder verschwand und sie alleine ließ, daher ihr Hass zu diesem Sport. Doch später wird ihr alles klar, und sie verträgt sich mit der japanischen Mannschaft. Sie schlägt sehr gute Schmetterbälle.
Yushima: Yushimas Schwester verstarb und er erkannte anfangs in Mila seine Schwester wieder. Später unterstützt der „pfeifende Junge“ Mila fortwährend, u. a. im beherrschen des Tornado-Angriffs. Mila scheint in ihm eine zweite Liebe, nach Tsutomu, gefunden zu haben. Er ist Kapitän der Japanischen Volleyballmannschaft der Männer.
Manumba: Manumba ist Kapitän der Kenianischen Volleyballmannschaft der Frauen und wird auch als „der schwarze Wirbelwind“ bezeichnet. Trotz einer Verletzung kämpft sie bis zum Umfallen, sowohl in der Junior-Weltmeisterschaft, als auch in der Weltmeisterschaft in Bulgarien. Mila wird eine ihrer besten Freundinnen. Die Weltmeisterschaften in Bulgarien werden ihre letzten, da sie ihre in Armut lebende Familie mehr unterstützen will.
Scherenina-Schlenina: Sie ist blond und der Kapitän der Sowjetischen Volleyballnationalmannschaft der Frauen. Während der Junioren-Weltmeisterschaft spielte sie zusammen mit ihrer Mitspielerin Voljienskaja die gefährliche Angriffskombination „Kreuz-Schmetterball“. Sie wird als die beste Spielerin des Damenvolleyballs gesehen und gewann die Junior-Weltmeisterschaft. Im Zirkus lernte sie eine neue Technik für das Finale der Weltmeisterschaft in Bulgarien gegen die Japanerinnen.

## Veröffentlichung
Der Manga erschien von Januar 1968 bis November 1970 in der japanischen Manga-Zeitschrift Margaret. Insgesamt wurden ab 1968 zwölf Sammelbände vom Verlag Shūeisha veröffentlicht, und über die Jahre wurden immer wieder Neuauflagen gedruckt. Von 1994 und 1995 folgte eine Version in acht Bänden, 2003 in sieben Bänden bei Earth Shuppan.
Von September bis Dezember 1975 wurde erneut im Margaret unter dem Titel Shin Attack No. 1 (新アタックNo.1, dt. etwa Das neue Attack No. 1) eine Fortsetzung vom Attack No. 1 veröffentlicht. Die Fortsetzung wurde auch in zwei Sammelbänden veröffentlicht. Ab März 2003 erschien eine erneute Fortsetzung des Mangas im Margaret, die unter demselben Titel geführt wurde und von Ozawa Kanon gezeichnet wurde. Insgesamt entstanden drei Bände.
Eine deutsche Ausgabe erschien von November 2021 bis August 2022 bei Egmont Manga in einer vier Bände umfassenden Übersetzung von Yuko Keller. Eine italienische Fassung erschien bei J-Pop.

## Adaptionen

### Anime
1969 produzierte das Studio Tokyo Movie Shinsha eine Fernsehserie unter der Regie von Fumio Kurokawa und Eiji Okabe, die 104 Folgen umfasst. Das Charakterdesign entwarf Eiichi Nakamura und die künstlerische Leitung übernahmen Hisao Fukuda und Jun Ikeda. Die Serie wurde vom 7. Dezember 1969 bis zum 18. November 1971 durch Fuji Television in Japan ausgestrahlt. Die durchschnittliche Einschaltquote betrug 19,9 % und die Spitzeneinschaltquote 27,1 %. 1986 wurden in Japan zum ersten Mal fünf VHS-Kassetten zur Serie auf den Markt gebracht. Ab Juli 2003 erschien die Serie in Japan erstmals auf DVD, eine zweite Veröffentlichung folgte 2007.
Die Serie wurde international vermarktet und so in Spanien, Italien, Frankreich und Usbekistan ausgestrahlt. Der Anime wurde mehrmals auf deutschen Fernsehsendern ausgestrahlt, die Erstausstrahlung erfolgte vom 26. Oktober 1993 bis zum 18. März 1994 bei RTL 2. Die Episoden 18, 19 und 34 wurden nicht im deutschen Fernsehen gezeigt, allerdings wurden diese Folgen inzwischen auch in Deutschland auf DVD veröffentlicht, jedoch ohne deutsche Synchronisation. In Deutschland erschienen in den 1990er Jahren zwei VHS-Kassetten mit je 70 Minuten Spieldauer bei Concorde Video. KSM veröffentlichte die Serie vom 7. Dezember 2006 bis 8. November 2007, sowie am 17. März 2014 eine Neuauflage als 12-teiliges Boxset.

#### Synchronisation
Die deutsche Sprachfassung wurde von der Hamburger Synchronfirma Planet Wave Studios angefertigt. Die Synchronregie übernahmen Claus Wilcke und Lutz Schnell.
| Rolle (jp./dt.)                | Japanischer Sprecher (Seiyū) | Deutscher Sprecher                                     |
| ------------------------------ | ---------------------------- | ------------------------------------------------------ |
| Kozue Ayuhara/Mila Ayuhara     | Kurumi Kobato                | Daniela Reidies                                        |
| Midori Hayakawa                | Eiko Masuyama                | Marion von Stengel (Abspannnennung als Marion Hilgers) |
| Haruko Shimizu/Hiroko Shimitsu | Hiroko Mori                  |                                                        |
| Shunsuke Hongō/Herr Hongo      | Shūsei Nakamura              | Kai Henrik Möller                                      |
| Tsutomu Ichinose               | Katsuji Mori                 | Marek Erhardt                                          |
| Mari Ishimatsu/Ishi Mazu       | Ayaka Morita                 | Claudia Schermutzki                                    |
| Miyuki Ōnuma/Onuma             | Yōko Kuri                    | Kerstin Draeger                                        |
| Daigō Inokuma                  | Masahiko Murase              | Thomas Schüler                                         |
| Michiru Sanjō/Sanyo            | Reiko Mutō                   | Brigitte Böttrich                                      |
| Kaori Yagizawa                 | Keiko Yamamoto               | Traudel Sperber                                        |
| Yuriko Matsuyama               |                              | Tina Eschmann                                          |
| Shigemi Kiyama                 | Kuriko Komamura              | Brigitte Böttrich                                      |
| Yoko Furumoto                  |                              | Reinhilt Schneider                                     |
| Kyoto                          |                              | Sygun Liewald                                          |
| Kudo                           |                              | Reinhilt Schneider                                     |
| Misao Yamamoto                 | Keiko Yamamoto               | Christin Marquitan                                     |
| Yushima                        | Katsuji Mori                 | Marek Harloff                                          |
| Kakinouchi                     | Masako Ebisu                 |                                                        |
| Schlenina/Scherenina           | Eiko Masuyama                |                                                        |

#### Musik
Die Musik der Serie komponierte Takeo Watanabe. Im japanischen Original wurde das Titellied zu Atakku No.1 von 2 unterschiedlichen Künstlern gesungen. Von Folge 1 bis 5 von Kurumi Kobato, der Synchronstimme von Kozue (Mila), und ab Episode 6 von Kumiko Ōsugi. Es verkaufte sich mehr als 700.000-mal. Das Abspannlied ist Ban-Bo-Bon von Kaoko Ishu. Ein Soundtrack zur Serie wurde bislang nur in Japan am 6. März 1996 veröffentlicht. Auf der CD sind 19 Tracks enthalten (11 davon stammen von der Serie Kyojin no Hoshi (Star of the Giants)).
Am 18. November 2009 erschien in Japan eine Neuauflage des Anime Soundtracks von Solid Records. Auf dieser CD befindet sich der komplette Soundtrack der Serie (42 Tracks).
In der deutschen Fassung wurde ein anderes Vorspannlied anstatt des Original Atack No.1 verwendet.
Die Melodie stammt aus dem italienischen Vorspann des Volleyball-Anime Mila e Shiro (Originaltitel: Attacker You! (アタッカーYOU!)). Für die deutsche Fassung wurde der Text neu geschrieben.

### Kinofilme
In Japan wurden vier Kinofilme produziert. Für die ersten beiden Filme zeichneten noch zwei der drei Regisseure der Serie verantwortlich, Eiji Okabe und Fumio Kurokawa. Für die letzten beiden Filme wurden jeweils zwei neue Regisseure engagiert. Alle vier Filme wurden zeitgleich mit der Serie produziert und ausgestrahlt. Jeder Kinofilm hat eine Spieldauer von ca. 60 Minuten.
- 21. März 1970: Atakku No. 1: Fujimi-gakuen no shinsei (富士見学園の新星, dt. Der neue Stern der Fujimi-Schule)
- 1. August 1970: Atakku No. 1: Namida no Kaiten Reshību (涙の回転レシーブ, dt. Gehechtete Ballannahme der Tränen)
- 19. Dezember 1970: Atakku No. 1: Namida no Sekai Senshuken (涙の世界選手権, dt. Weltmeisterschaft der Tränen)
- 17. März 1971: Atakku No. 1: Namida no Fushichō (涙の不死鳥, dt. Phönix der Tränen)

Produziert wurden die Filme von Tōhō.

### Realverfilmung
Von April bis Juni 2005 wurde auf TV Asahi ein Dorama ausgestrahlt. Aya Ueto spielte darin die Rolle der Kozue.

## Rezeption
Frederik L. Schodt sieht den Manga als einen Wegbereiter für den Shōjo-Sport-Manga. Er sei einer der ersten populären Sport-Manga für Mädchen. Zudem sei er Folge der Beliebtheit von Sportarten für Frauen in den 1960er Jahren in Japan nach dem Gewinn einer Goldmedaille im Volleyball bei den Olympischen Spielen 1964. In Deutschland gehörte die Serie neben Sailor Moon zu den Anfängen von Animes in den Jugendprogrammen der Fernsehsender.
Die Fernsehserie war in Deutschland insbesondere bei Kindern unter 14 Jahren sehr beliebt. Beispielsweise erreichte sie im Januar 1995 in dieser Zielgruppe einen Marktanteil von 44,1 % und insgesamt eine Zuschauerzahl von 870.000. Gleichzeitig sorgte die Serie für ein steigendes Interesse am Volleyballsport in Deutschland Mitte der 1990er Jahre, insbesondere bei Mädchen zwischen sieben und elf Jahren. Die Mitgliedszahlen von Volleyballvereinen stieg bei den Mädchen in dieser Zeit um 77 %, was auch als „Mila-Effekt“ bezeichnet wurde. Eine Wiederholung der Serie bei RTL 2 im Jahr 2023 konnte noch eine Einschaltquote von 4,4 % unter den 14- bis 49-Jährigen erzielen. Bei späteren Folgen fiel die Einschaltquote jedoch auf 1,9 % in der Zielgruppe und 0,9 % insgesamt.
Anlässlich der deutschen Erstveröffentlichung des Mangas 2021 schreibt Sabine Scholz im Tagesspiegel, die Serie könne mit „Retro-Charme“ der Erinnerung an die beliebte Anime-Serie Sympathien wecken, zeige aber ein mittlerweile rückständiges Bild des Sports. Gewalt sei sowohl in den Spielen als auch beim Training allgegenwärtig und akzeptiert, die Autorität des Trainers unumstößlich. Für die damalige Sportwelt mag das sogar realistisch sein, in der heutigen Zeit könnten „einzig der Glaube an sich selbst und die Stärkung des Selbstbewusstseins“ noch bestehen. Zeichnerisch setze sich der Manga „mit großen Kulleraugen und einem comichaften Look“ von späteren, realistischeren Sport-Serien ab. Auch die Entwicklung der Zeichnerin sei ablesbar, von anfangs noch hölzernen Bildern steigere sich die Dynamik mit der Zeit.